# Butus
Butus (łac. Diœcesis Butiensis) – stolica historycznej diecezji w Cesarstwie Rzymskim (prowincja Egipt), współcześnie w Egipcie. Pierwszym wzmiankowanym biskupem był Kajus (IV w.). W 1933 ustanowiona katolickim biskupstwem tytularnym, od 1977 bez biskupa.

## Biskupi tytularni
| Lp. | Biskup            | Od                   | Do              |
| --- | ----------------- | -------------------- | --------------- |
| 1   | František Tomášek | 12 października 1949 | 30 grudnia 1977 |